# Johnny Parker
(Johnny Parker)
Johnny Parker (Trenton, ...) è un disc jockey e vj statunitense naturalizzato italiano, noto soprattutto per essere stato uno dei volti principali di Videomusic fino alla metà degli anni novanta.

## Biografia
Sull'emittente toscana ha condotto Hot Line e, soprattutto la rubrica Brooklyn Top 20, classifica dei 20 videoclip più votati dai telespettatori, che andava in onda il venerdì all'interno di Hot Line. Johnny Parker ha ideato e condotto anche altre trasmissioni trasmesse da Videomusic dedicate alla dance e club. Affermato Dj, ha suonato nei più importanti club italiani ed europei. Al suo attivo ha anche produzioni dance in collaborazione con Zanetti (D.W.A, records).